# Избирательная система 1907 года
Избирательная система 1907 года — система выборов по Положению о выборах в Государственную думу от 3 (16) июня 1907 года, принятому после роспуска II Думы. Избирательная система использовалась при выборах в Государственные думы III и IV созыва, вводившее новый избирательный ценз. Установление этой избирательной системы увеличило представительство в Думе землевладельцев и состоятельных горожан, а также русского населения по отношению к национальным меньшинствам, что привело к формированию в III и IV Думах проправительственного большинства. В то же время, усилилась непропорциональность в избирательной системе.

## История создания избирательного закона 1907 года
Идея о необходимости изменения избирательного законодательства 1906 года, давшего неудачные (с правительственной точки зрения) I и II составы депутатов Думы, возникла в правительственных кругах в самом конце 1906 года, немедленно после того, как прошли выборы в Думу второго созыва, результатом которых оказалось еще большее усиление роли революционных партий.
Первым из министров инициативу проявил государственный контролер П. Х. Шванебах, изложивший своё предложение Николаю II при докладе 13 января 1907 года. Идеи Шванебаха состояли в том, что Дума должна быть распущена, избирательный закон изменен в выгодном правительству направлении, созыв новой Думы — отложен на год при условии продолжения работы Государственного совета. Император присоединился к идее Шванебаха и сообщил, что некоторые шаги в данном направлении уже делаются. Премьер-министр П. А. Столыпин отделался замечанием о том, что Шванебах «ломится в открытую дверь». Видимо, в этот момент в министерстве внутренних дел уже велась работа по составлению нового закона. Однако, как показали дальнейшие события, Столыпин выбрал выжидательную тактику и не предпринимал активных действий до конца весны 1907 года.
Между тем отношения между правительством и II Думой, открывшейся 20 февраля 1907 года, все более ухудшались.
К маю 1907 года товарищ (заместитель) министра внутренних дел С. Е. Крыжановский составил три варианта нового избирательного закона. В первом варианте предполагалось полностью разделить курии землевладельцев, горожан и крестьян, не объединяя их в общем губернском избирательном собрании, а также учредить особую курию для евреев. Второй вариант, как принятый, подробно описывается в последующих разделах данной статьи. Третий вариант предусматривал предоставление выбора членов Думы губернским и уездным земским собраниям. Третий вариант изначально считался неудачным и не рассматривался всерьез. Все варианты были разработаны эскизно, для обсуждения министрами предназначался не полный текст закона, а упрощенные схемы и таблицы.
Второй вариант Крыжановский условно называл «бесстыжим». Так называемая «бесстыжесть» заключалась в том, что хотя закон предусматривал куриальные выборы и гарантировал фиксированное минимальное представительство куриям крестьян и рабочих, окончательный выбор депутатов из выборщиков данных курий принадлежал общему губернскому избирательному собранию, большинство в котором всегда имели землевладельцы и горожане высшего имущественного ценза. Таким образом, крестьяне и рабочие посылали в Думу таких представителей, которые выбирались из их числа помещиками и богатейшими горожанами.
Заседания правительства, посвященные обсуждению нового избирательного закона, начались только в начале мая 1907 года, когда полная невозможность наладить сотрудничество с Думой была уже совершенно очевидной. Совещания министров проходили в конспиративной обстановке — из зала заседаний были устранены все чиновники канцелярии, не составлялось журналов заседаний. Обсуждение в Совете министров выявили разделение позиций — П. Х. Шванебах и министр финансов В. Н. Коковцов держались мнения об изменении избирательного закона и годовой отсрочке созыва новой Думы, братья министр иностранных дел А. П. Извольский и обер-прокурор Святейшего Синода П. П. Извольский считали, что Думу надо распустить, а затем действовать по ситуации, министр юстиции И. Г. Щегловитов выступал за роспуск Думы и новые выборы по старому закону, П. А. Столыпин и остальные министры выступали за роспуск Думы, новый избирательный закон и немедленный созыв новой Думы. Так как Совет министров не пришел к единому решению, было предложено просить императора назначить дальнейшие совещания в расширенном составе, с привлечением авторитетных членов Государственного совета.
20 мая ситуация изменилась. Министр юстиции объявил правительству о нахождении при обыске на квартире члена Думы Озола документов, свидетельствующих о групповом участии членов Думы — социал-демократов в противоправительственном заговоре. Дальнейшее развитие событий было легко предсказуемым. Ожидался запрос правительства в Думу о снятии с подозреваемых депутатов неприкосновенности, отказ Думы и её последующий роспуск (последующие события точно соответствовали данным предположениям). Стало очевидным, что новый закон должен быть принят в наикратчайший срок.
К дальнейшему обсуждению ситуации были привлечены члены Государственного совета, бывшие министры И. Л. Горемыкин, А. С. Ермолов, А. Г. Булыгин и М. Г. Акимов. Три совещания в расширенном составе прошли вяло и привели к малоопределенным выводам.
В результате, П. А. Столыпин вынужден был взять инициативу в свои руки и, не дожидаясь общего решения министров, предложить Николаю II выбор из трех имевшихся вариантов нового избирательного закона, считая необсуждаемым условием немедленный созыв новой Думы. 29 мая Николай II выбрал вариант, который сам автор законопроекта С. Е. Крыжановский называл «бесстыжим». Крыжановский приступил к составлению полного текста закона и сумел написать (по эскизным вариантам) обширнейший и сложный документ за двое суток.

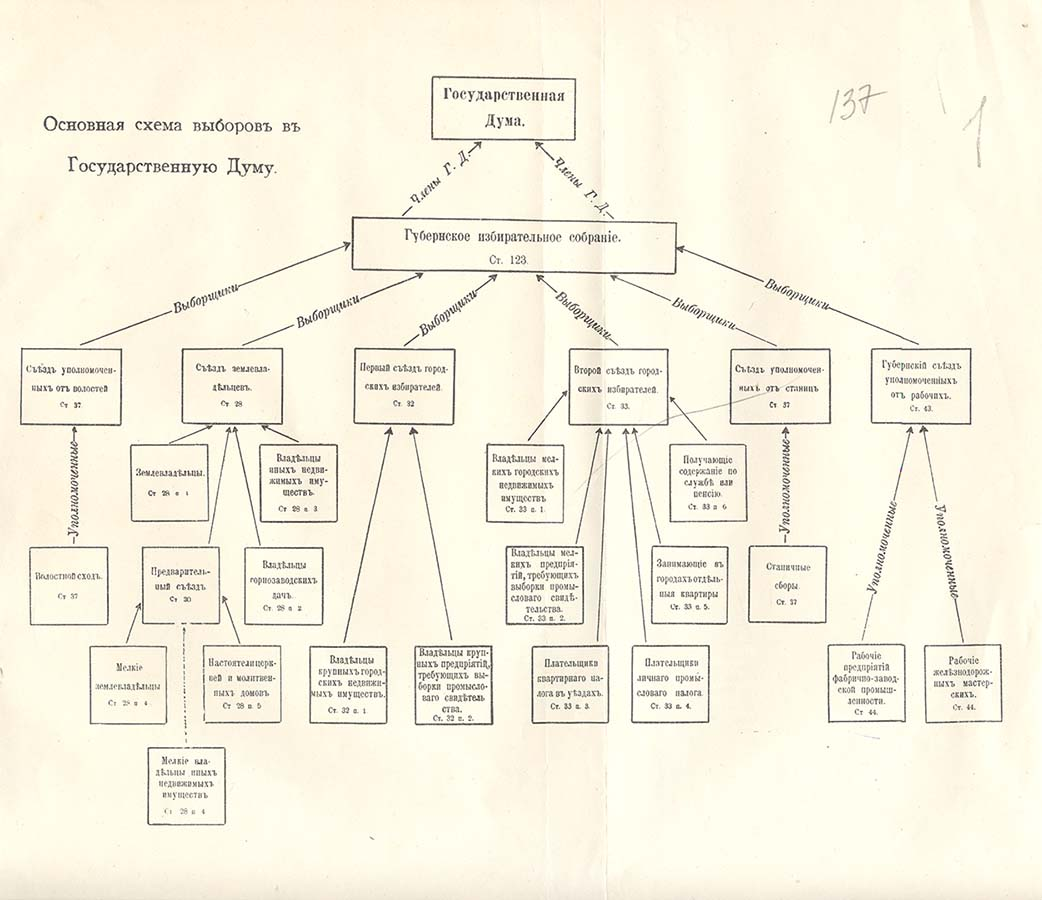
Основная схема выборов по куриям в Государственную думу в 1906 и 1907 годах.

1 июня Государственной думе было предъявлено требование об отстранении от заседаний 55 депутатов и снятии неприкосновенности с 16 депутатов социал-демократической фракции. В ночь с 1 на 2 июня необходимые документы были отпечатаны в обстановке повышенной секретности и утром 2го июня отправлены в Петергоф на утверждение Николаю II. Министры, собравшиеся в ожидании прибытия подписанных указов, обсуждали, как будет целесообразнее провести их в жизнь — распустить Думу немедленно, или же дать ей один день для выполнения требований правительства. Указы прибыли от императора с письмом, в котором говорилось: «Я ждал целый день извещений ваших о роспуске проклятой Думы. Но вместе с тем сердце чуяло, что дело выйдет нечисто, а пойдет в затяжку. Это недопустимо. Дума должна завтра, в воскресенье утром, быть распущена. Решимость и твердость.» После этого указ о роспуске Думы и избирательный закон были обнародованы утром 3го июня. Эти события часто описываются как Третьеиюньский переворот.

## Общая характеристика избирательной системы
Выборы по Положению 1907 года были непрямые, не предусматривавшие равного представительства и должны были проходить по куриальной системе: основными куриями (официально курии именовались списками избирателей) являлись:
- волостная (то есть крестьянская);
- землевладельческая;
- 1-я городская (высший избирательный ценз);
- 2-я городская (низший избирательный ценз);
- рабочая.

Кроме этого, в некоторых местностях были выделены казачьи курии, а также разделены курии русских и нерусских избирателей. Внутри курий также не существовало норм представительства (стандартного количества избирателей на одного депутата), и количество депутатов от местностей и курий определялось только прилагаемым к Положению расписанием.
Выбирались 442 депутата, из них от Европейской России — 403, от Польши — 10 (в том числе один от русского населения и один от православного населения), от Кавказского края — 10 (из них 2 от казаков и 1 от русского населения), от Азиатской России (Сибирь) — 15 депутатов. Средняя Азия не была представлена в Думе вообще.
От Финляндии предполагалось выбрать еще 4 депутатов, однако выборы в Финляндии ни в III, ни в IV Думу так и не состоялись.
Выборы не имели партийного характера — официальных партийных списков не существовало, все кандидаты в члены Думы формально являлись самовыдвиженцами и не имели обязательства присоединиться в Думе к определенной фракции.

## Этапы выборов
Система выборов была многоступенчатой.
На первом этапе крестьяне на волостных сходах выбирали уполномоченных на уездный избирательный съезд (участники волостных сходов тоже выбирались по селениям, один участник от десяти дворов; но не специально для выборов в Думу, а на все случаи). Крестьяне выбирали по два уполномоченных от каждого волостного схода. В то же время рабочие выбирали уполномоченных на губернский избирательный съезд, по одному от фабрики с числом работающих от 50 до 1999, и далее по одному на каждую следующую полную тысячу работающих. Мелкие землевладельцы, не имевшие имущественного ценза, достаточного для участия в уездном избирательном съезде, собирались на предварительный съезд, который мог выбрать участников уездного избирательного съезда (столько, сколько полных земельных цензов составляли совместно владения всех мелких землевладельцев, явившихся на предварительный съезд).
На втором этапе выборов в каждом уезде собирались раздельные избирательные съезды четырех курий (всех, кроме рабочей). От крестьян в съездах участвовали уполномоченные; землевладельцы и горожане по двум спискам являлись на съезды лично, мелкие землевладельцы были представлены уполномоченными. В губернском городе собирался избирательный съезд рабочей курии.
Избирательные съезды выбирали выборщиков для участия в губернском избирательном собрании, общем для всех курий. Если в съездах участвовало до 500 человек, всех кандидатов выбирали по очереди, голосуя шарами; если более — голосовали записками с именами и выбирали тех, за кого было подано наибольшее количество голосов. В выборщики могли быть выбраны только сами участники избирательных съездов.
Так как количество участников съездов могло быть очень большим (например, во 2-м городском списке по Москве было 39755 избирателей) местные власти имели право делить съезды по местностям, а в городах по избирательным участкам. Местные власти также были вольны разделять избирательные съезды на два — для русских и нерусских избирателей; этот произвольный прием позволял на национальных окраинах русскому меньшинству получать столько же выборщиков, сколько и местному населению. Так как Российская империя не практиковала формальной регистрации национальности всех подданных, губернаторы определяли, кто русский и кто нет на своё усмотрение. Кроме того, местные власти могли разделять съезды цензовых курий на разные съезды для более и менее состоятельных избирателей, выделять особый съезд для церквей и монастырей — землевладельцев. При этом, в случае разделения съездов, съезды с разным числом избирателей могли выбирать равное число выборщиков. Разделение съездов было главным инструментом, при помощи которого местные власти могли усиливать непропорциональность представительства и проводить желательных правительству кандидатов.
Губернское избирательное собрание было третьим этапом выборов. Участники собрания — выборщики были одновременно и избирателями, и кандидатами в депутаты. Имя всякого выборщика, заявившего о желании быть избранным, ставилось на голосование.
Вначале участники собрания голосовали записками с именами кандидатов. Всякий, получивший более трех записок, ставился на баллотировку шарами. Так как от губернии избиралось от 2 до 13 депутатов, выбранными считалось соответственное количество кандидатов, получивших наибольшее число голосов, при условии, что они получили более половины голосов. Если таким образом не удавалось выбрать всех депутатов, производилось повторное голосование на оставшиеся мандаты, да тех пор, пока все депутаты не будут избраны.
В первую очередь выбирали депутатов по куриальным квотам, различным для разных губерний. Этих депутатов выбирало всё собрание, но только из числа выборщиков, представлявших свои курии. По всей России для крестьян было зарезервировано 50 мандатов, для землевладельцев — 50 мандатов, для избирателей 1-го городского съезда — 25 мандатов, 2-го — 25 мандатов, 1-го и 2-го совместно — ещё 25 мандатов, для казаков — 3 мандата, для рабочих — 6 мандатов. После выбора квотированных депутатов оставшиеся депутаты избирались из числа выборщиков от всех курий совместно (это называлось «по общему списку»).
Число выборщиков в губернских избирательных собраниях определялось особым расписанием, не связанным напрямую с количеством избирателей, и колебалось по губерниям от 45 в Томской до 158 в Волынской губерниях. Во всех избирательных собраниях Европейской России, кроме одной, выборщики от землевладельцев и 1-го городского списка совместно составляли большинство.

## Местности с особыми условиями выборов
Для многих местностей порядок выборов отличался от общего.
В Санкт-Петербурге, Москве, Киеве, Одессе и Риге депутатов напрямую избирали отдельные от губернского собрания городские избирательные собрания, раздельные для двух разрядов городских избирателей. Таким образом, квотированными оказались еще по 8 мандатов для 1-го и 2-го городских списков.
Для Кавказа избирательная система принимала совсем запутанный характер, результатом которой было 2 квотированных мандата для казаков (Кубанское и Терское казачье войска), 1 мандат для русского населения Закавказья, а для Бакинской, Елизаветпольской и Эриванской губерний образовывался единый избирательный округ с 1 мандатом для мусульман и 1 мандатом для немусульман (кроме русского населения, которое участвовало в избрании одного депутата от русского населения от Кавказа).
Особым был порядок для Забайкалья и Дальнего Востока (области Амурская, Приморская и Забайкальская). При этом в ряде малонаселенных районов Приморской области выборы не проводились. Система была здесь упрощена, практически не изменившись в сравнении с прежним избирательным законом, существовали разряды сельских и городских жителей. Квотированными оказались 2 мандата для казаков (1 от Забайкальского войска и 1 от Амурского и Уссурийского войск совместно), выбиравших своих представителей отдельно от остального населения. Уральское казачье войско располагало одним мандатом.
Виленская и Ковенская губернии выбирали отдельно 3 членов думы от русского населения (2 в Виленской и 1 в Ковенской), по одному депутату избирались в Варшаве, и в населенных русскими частях Люблинской и Седлецкой губерний, позже образовавших Холмскую губернию.
В Царстве Польском и губерниях Енисейской и Иркутской горожане не разделялись на два разряда, а уполномоченные от рабочих избирались не во всех губерниях. Город Варшава выбирал по одному депутату от избирателей русской национальности и прочих избирателей, а город Лодзь — одного депутата от всех горожан совместно. При этом в этих двух городах выборы были двухстепенными — сначала избирались выборщики, которые затем в общем избирательном собрании определяли депутатов.

## Квоты по куриям и национальностям
Квотированными по куриям и национальностям было 218 мандатов из 442.
Там, где существовали общие избирательные собрания (большинство губерний) квоты по куриям обеспечивали обязательный выбор депутата из числа выборщиков данной курии, но сам выбор производился собранием в целом. Таким образом, если бы рабочие выбирали в губернское собрание 5 выборщиков социал-демократов и одного националиста, то собрание с большинством националистов могло выбрать в депутаты от рабочих именно этого националиста. То же касалось и городских курий, где преимущество на выборах имели прогрессисты, а также выборщиков от волостей. Таким образом было квотирован 131 мандат, при чем в большинстве губерний избиралось по обязательному депутату от обеих городских курий, а в некоторых избирался единственный депутат от городских съездов. Там, где курия образовывала отдельное избирательное собрание, выбор депутата определялся только выборщиками курии; так было квотировано 37 мандатов.
Этот порядок был особенно несправедливым. Выбор в III и IV Думы представителей социал-демократов (на квотированные мандаты) был проделан избирательными съездами только по той причине, что все выборщики от рабочей курии поголовно были социал-демократами. Впрочем, социал-демократы (включая избранных съездом уполномоченных от рабочих) могли пройти и по общей курии в случае победы оппозиции на выборах в соответствующей губернии.

## Избирательное право
Избирательное право имели не все жители империи. Для того, чтобы иметь избирательное право необходимо минимум за год до выборов соответствовать специальным критериям.
Избирательное право по волостной курии имели крестьяне-домохозяева, владевшие надельной либо частной землей и лично ведшие хозяйство. Эти избиратели не участвовали в избирательном съезде напрямую, а только избирали от каждых десяти дворов одного участника волостного схода, после чего волостной сход избирал двух уполномоченных на уездный избирательный съезд. Если крестьяне имели достаточно имущества для голосования в цензовых куриях, они могли записаться в эти курии взамен волостной.
Для избирательного права (в виде личного права участия в избирательном съезде) в землевладельческой курии требовалось за год до выборов владеть в том же уезде (на выбор):
- количеством земли (или горнозаводскими дачами), не меньшим, чем указано в особом приложении к Положению; количество варьировалось по губерниям от 800 десятин в глухом Яренском уезде до 125 десятин в самых оживленных зонах; средняя норма в экономически активных губерниях была 200—300 десятин;
- имуществом, не составляющим торгово-промышленного заведения, стоимостью по земской оценке не менее 15000 рублей (подразумевались сельскохозяйственные предприятия: сады, виноградники, конные заводы и т. п.).

Частные владельцы земель, а также церкви и монастыри, владевшие землей и имуществом ниже указанной нормы, могли объединяться в группы, совместно обладавшие необходимым минимумом, и присылать на избирательный съезд представителя группы.
Для избирательного права (в виде личного права участия в избирательном съезде) в 1-й городской курии требовалось не менее года до выборов владеть в том же городе (на выбор):
- для городов губернских, областных, с градоначальствами и с населением не менее 20 тыс. человек — недвижимым имуществом стоимостью не менее 1000 рублей, в прочих местах — не менее трехсот рублей (данным требованиям на практике отвечали любые многоквартирные жилые дома и большая часть индивидуальных; собственность на квартиры в Российской империи была практически неизвестна; все, жившие в многоквартирных домах, были арендаторами);
- требующим выборки свидетельства торговым предприятием — первых двух разрядов, промышленным предприятием — первых пяти разрядов, пароходным предприятием, с которого уплачивается промыслового налога не менее 55 рублей в год (ко второму разряду относились торговые предприятия с максимальным оборотом свыше 50 тыс. рублей в год, промысловый налог составлял от 50 до 150 рублей; к пятому разряду относились промышленные предприятия с минимальной численностью рабочих от 10 до 200 человек по разным отраслям, промысловый налог составлял 50 рублей).

Для избирательного права (в виде личного права участия в избирательном съезде) в 2-й городской курии требовалось не менее года до выборов в том же городе (на выбор):
- для городов губернских, областных, с градоначальствами и с населением не менее 20 тыс. человек — владеть недвижимым имуществом стоимостью менее 1000 рублей, в прочих местах — менее трехсот рублей;
- владеть любым торгово-промышленным предприятием, требующим выборки промыслового свидетельства;
- уплачивать государственный квартирный налог (уплачивался любым квартиросъёмщиком);
- уплачивать основной промысловый налог на личные занятия (этот налог уплачивали руководители и члены правлений акционерных обществ и иных предприятий, обязанных публичной отчетностью);
- занимать на своё имя отдельную квартиру (имело значение для лиц, занимавших служебные квартиры);
- получать содержание или пенсию по службе в государственных, земских, городских, сословных учреждениях или на железных дорогах.

Для избирательного права в рабочей курии требовалось работать более шести месяцев на предприятии с численностью рабочих не менее 50. Рабочие не участвовали в избирательном съезде напрямую, а только избирали уполномоченных на съезд: от каждого предприятия с числом рабочих от 50 до 1000 — по одному, свыше 1000 — по одному от каждой полной 1000 рабочих. Рабочие могли быть избирателями только в рабочей курии, даже если они удовлетворяли цензовым требованиям других курий.
Кроме того, имелись категории населения, вообще лишённые избирательных прав. К ним относились иностранные подданные, лица моложе 25 лет, женщины, учащиеся, военные, состоящие на действительной службе, бродячие инородцы, все лица, признанные виновными в преступлениях, отрешённые от должности по суду (в течение 3 лет после отрешения), состоящие под судом и следствием, несостоятельные, состоящие под опекой (под опекой помимо малолетних состояли глухонемые, душевнобольные и признанные расточителями), лишённые духовного сана за пороки, исключенные из сословных обществ по их приговорам, а также губернаторы, вице-губернаторы, градоначальники и их помощники (во вверенных им территориях) и полицейские (работающие в избирательном округе). В цензовых куриях (землевладельческой и городских) женщины, лично обладавшие цензовым имуществом, могли передать право участия в выборах мужьям и сыновьям.
Евреи имели избирательное право, однако к выборам в IV Государственную думу в 1912 году Сенат в своем решении истолковал избирательный закон таким образом, что все евреи, легально проживавшие за пределами черты оседлости (купцы 1-й гильдии, лица с высшим образованием, ремесленники) лишились избирательного права.

## Представительство различных групп населения
Результатом запутанного избирательного законодательства было непропорциональное представительство. Сложные правила выборов, деливших население по цензовому, религиозному и национальному признаку в различных местностях, не позволяют математически четко выразить данные о пропорции представительства разных классов в парламенте, однако в целом можно утверждать, что:
- 99 млн чел. (21,4 млн мужчин избирательного возраста) сельского населения Европейской России имели 50 квотированных мандатов, причем выбор депутата из числа выборщиков крестьян принадлежал общему губернскому собранию, большинство в котором всегда имели две высокоцензовые курии; в списках избирателей было зарегистрировано только 1.494 тыс. крестьян, удовлетворявших цензовым требованиям (каждый из которых был участником волостного схода, выбранным от десяти домохозяйств);
- 276 тыс. избирателей-землевладельцев (вместе с членами семей около 1,2 млн человек) Европейской России имели 50 квотированных мандатов, и (совместно с 1-й городской курией) большинство в губернских собраниях при выборе ещё 224 депутатов на неквотированные места;
- 14,8 млн горожан (3,2 млн мужчин избирательного возраста, в том числе и рабочие) разделялись на три группы. В первую городскую курию вошли 149 тыс. человек, которые имели 25 квотированных мандатов и большинство (совместно с землевладельцами) при выборах на 224 неквотированных места. Во вторую городскую курию вошли 832 тыс. избирателей, которые имели 25 квотированных мандатов. Две городские курии совместно располагали ещё 25 мандатами. Около 1,2 млн горожан избирательного возраста цензовым требованиям не удовлетворяли и к выборам допущены не были (многие из них формально принадлежали к сословию крестьян, но не допускались и к участию в волостных выборах, так как от избирателя требовалось вести хозяйство лично).
- 1067 тыс. рабочих-избирателей (около 5 млн чел. населения с учетом женщин и детей) располагали 6 квотированными мандатами. Участие рабочих выборщиков в губернских избирательных съездах ничего не значило, так как им принадлежало не более 10 % (а в среднем, не более 2 %) голосов.
- 9,3 млн жителей Средней Азии не были представлены в Думе вообще.

Округлённо можно считать, что различные группы населения были представлены со следующей пропорциональностью:
- сельское население Европейской России выбирало 1 депутата на 2 млн человек;
- рабочие выбирали 1 депутата на 830 тыс. человек;
- избиратели всех трех цензовых курий выбирали 1 депутата на 16 тыс. человек[8].

## Избирательное законодательство и формирование партийной системы
Избирательный закон не обращал внимание на существование политических партий. Все кандидаты в депутаты формально являлись независимыми самовыдвиженцами. Партийные избирательные списки не запрещались, но голосование проводилось по каждой кандидатуре персонально. Важной особенностью системы было то, что избиратели на первом этапе выборов (волостные сходы и рабочие собрания) голосовали за участников уездных избирательных съездов, а на втором этапе (уездные избирательные съезды, губернские рабочие избирательные съезды) — за участников губернского избирательного собрания, еще не зная точно окончательных кандидатов в депутаты (они официально объявлялись только в процессе губернского избирательного собрания). Таким образом, избиратели скорее стремились выбрать для участия в собрании авторитетных и пользующихся доверием лиц, которым предстояло на губернском собрании самостоятельно, в зависимости от конкретной ситуации, решить, за какого кандидата голосовать.
Результатом такой усложненного и малоопределенного избирательного права оказалось появление недоформировавшейся партийной системы. Часть кандидатов (прежде всего, представители Конституционно-демократической партии, Союза 17 октября, РСДРП) представляли сформировавшиеся общероссийские партии с центральным управлением, согласованным с центром выдвижением кандидатов и определенной программой; при этом РСДРП, благодаря формальному отрицанию законом партийного характера выборов, парадоксальным образом могла выставлять кандидатов, будучи нелегальной партией. Правые депутаты не представляли единой партии и были объединены только общей политической ориентацией (многие из них представляли активно враждующие организации и в то же время действовали в Думе единым фронтом). Всероссийский национальный союз был правильно организованной партией, доминировавшей в думской фракции националистов, в которую входили и члены других, более мелких организаций. Часть депутатов избирались как независимые кандидаты, но затем в Думе примыкали к той или иной фракции. Также не представлял ничего незаконного и переход депутатов из одной думской фракции в другую, слияние или ликвидация фракций. Таким образом, за кого бы не голосовали избиратели, принадлежность выбранного ими депутата к той или иной партии или думской фракции была делом его доброй воли.
Политический спектр был достаточно широким, и на губернских избирательных собраниях расклад сил часто оказывался таким, что ни один из кандидатов (или партийных групп кандидатов) не мог набрать необходимого для избрания простого большинства голосов. В таком случае часто две партии, совместно имевшие большинство голосов, блокировались и договаривались о разделении мандатов, после чего голосовали за кандидатов совместного списка. Благодаря большому количеству партий, возможностей сочетания их для формирования таких блоков было много. Потенциал блокировок при голосовании делал результаты выборов крайне неопределенными и еще более уменьшал связь результатов выборов с реальной волей избирателей.